# Lacs Robert
Les lacs Robert sont trois lacs français alpins du sud de la chaîne de Belledonne, à proximité de la station de sports d'hiver de Chamrousse. Le lac ouest, le plus étendu, a une superficie de 8,5 ha, le lac nord de 1,5 ha, et le lac sud de 1 ha. Ce lieu fait partie de la liste des 25 sites naturels classés du département de l'Isère en 2023.

## Géographie
Situés à 1 998 mètres d'altitude, les lacs Robert occupent  sur environ 28 hectares le fond de la cuvette d'un cirque naturel. Leur altitude fait qu'ils restent gelés et couverts de neige en hiver.
Ils sont bordés et dominés à l'est par le Petit Van (2 439 mètres), le Grand Van (2 448 mètres) et le Grand Sorbier (2 526 mètres).
Le lac surplombe la commune de Livet-et-Gavet dans la vallée de la Romanche.

## Écologie
L’ensemble des lacs Robert est inscrit dans une ZNIEFF beaucoup plus large (ZNIEFF des lacs Robert et lac du Crozet) qui englobe une zone allant du col des Trois Fontaines au sud jusqu’à la petite Lance du Crozet (2 355 mètres) au nord sur une superficie de 2 105 ha.
Cet espace comprend d’autres lacs, comme les lacs du Petit et du Grand Doménon, le lac David, le lac Bernard, le lac du Longet…
D’un point de vue botanique, le site des lacs Robert est intéressant pour sa flore rare et diversifiée, avec des spécimens comme l’Androsace de Vandelli, l’ancolie des Alpes, la Cardamine de Plumier que l’on rencontre en France uniquement dans le massif de Belledonne ; la Saussurée discolore qui est aussi une plante très rare en France.
Au niveau de l’avifaune, est présent le Tétras lyre qui est une espèce d’oiseau, symbole des Alpes européennes.
Le site est aussi inscrit au réseau Natura 2000, il comprend une zone plus large que la ZNIEFF précédemment citée, sur 2 677 ha et nommée « Cembraie, pelouses, lacs et tourbières de Belledonne, de Chamrousse au Grand Colon ».

## Tourisme

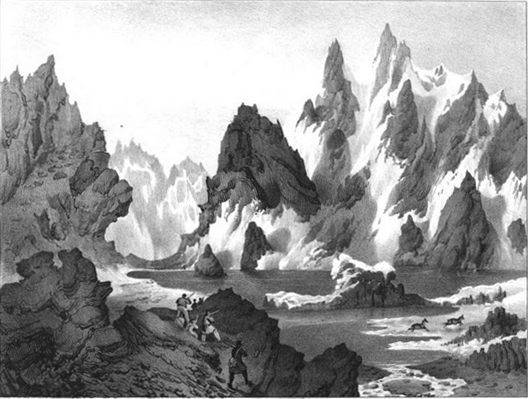
À la recherche de paysages pittoresques, dévorés par le nouveau public aimant les voyages, les peintres et les artistes du XIXe siècle n'ont pas oublié les lacs Robert, ici, illustrés par Victor Cassien (1808-1893).

Les lacs sont accessibles par plusieurs sentiers de randonnées, notamment par le GR549 depuis le Recoin à Chamrousse (3,3 kilomètres). Toujours depuis le Recoin, il est possible d’accéder aux lacs par la télécabine de la Croix de Chamrousse et de descendre au niveau des lacs à pied par le col des Trois Fontaines (1 400 mètres).
Il est possible de pêcher dans les lacs, notamment des ombles chevaliers.
La montagne de la Casse Rousse jouxtant les lacs est équipée d’une via ferrata (la via ferrata des lacs Robert) longue de 300 mètres avec une dénivellation de 150 mètres.
En hiver, les lacs sont le point d’arrivée d’une piste de ski, la piste rouge des lacs Robert, le télésiège éponyme permet de regagner la Croix de Chamrousse. Il est également possible de faire de la plongée sous glace dans les lacs Robert.